# Kita Jaga Kita
《Kita Jaga Kita》是2019年马来西亚电影《特工阿里》的歌曲，由Altimet和Bo Amir Iqram创作，并由Altimet和另外两位歌手Cuurley和Malik Abdullah演唱。
这首歌于2019年10月25日上传到《特工阿里》的YouTube官方频道，截至2020年5月28日，《Kita Jaga Kita》在YouTube获得562万次观看。 除了这首歌曲之外，《Bukalah Matamu》也在电影预告片中播放。

## #KitaJagaKita
2019冠状病毒病疫情在马来西亚流行时，主题标签“#KitaJagaKita”（大家照顾大家）与这首歌一起声名鹊起，网络用户通过使用这个标签，传递对抗COVID-19传播及守望相助的资讯。 马来西亚政府于此之中同样推荐“#KitaJagaKita”，原唱歌手Altimet对此事也感到惊讶。
除此之外，还有“#RakyatJagaRakyat”（人民照顾人民）的变体标签，表明一些马来西亚人对政府的不信任，责备政府没有认真在处理COVID-19疫情流行，并使之进一步危及全体人民。
另一个于2020年10月上旬传播的标签变体是“#SiswaJagaSiswa”（大专生照顾大专生），旨在为高等教育机构（IPT）的学生提供援助，尤其是在高教部决定延迟迟学生注册后，意外滞留入学的大专新生。